# Dadi Tunggal
Dadi Tunggal is een bestuurslaag in het regentschap Jombang van de provincie Oost-Java, Indonesië. Dadi Tunggal telt 1946 inwoners (volkstelling 2010).